# Gârbovăț (okręg Gałacz)
Gârbovăț – wieś w Rumunii, w okręgu Gałacz, w gminie Ghidigeni. W 2011 roku liczyła 232 mieszkańców.